# メタルマックス
『メタルマックス』（METALMAX）は、データイーストより1991年5月24日に発売されたファミリーコンピュータ用ソフト。略称はMM。ジャンルはロールプレイングゲーム。
2010年4月27日よりWiiのバーチャルコンソールにて配信中。2013年1月9日より、ニンテンドー3DS版バーチャルコンソールにて配信された。
1995年9月29日にリメイク作である『メタルマックスリターンズ』（METALMAX RETURNS）がスーパーファミコンより発売された。リターンズの略称はMMR。2011年11月15日よりWiiのバーチャルコンソールで配信された。

## 概要
『メタルマックスシリーズ』の1作目。荒廃した近未来という舞台設定、人間の白兵戦だけでなく戦車に乗って戦える独特なシステム、西部劇のように賞金首を倒して報酬を得られたり、ストーリーや攻略手順に決められた道筋が無いなど、ファンタジーRPGが主流であった当時において異彩を放つRPG。
TVコマーシャルはたてかべ和也がナレーションを担当。キャッチコピーは「竜退治はもう飽きた！」「戦車と人間のRPG」など。

## プロローグ
「大破壊」と呼ばれる災害によって荒廃した世界。物語は、比較的安全な地域に暮らす修理工場の一人息子が、冒険と富と名声に憧れてモンスターハンターを志し、父親に勘当されて家を叩き出されるところから始まる。

## 登場人物
主人公および、その仲間となって戦闘に参加するキャラクター。個人的な性質によって設定されているキャラクタークラスによって、戦闘における能力値配分や利用できる装備により向き・不向きがあり、成長すると差異が更に顕著になる。
ハンター
本作の主人公。リオラドの修理工の息子で、モンスター狩りを生業とするモンスターハンター。
戦闘時の戦車装備威力にプラス補正が掛かる運転レベルが上がりやすいため戦車での戦いを得意とし、肉弾戦もソルジャーに次ぐ強さ。使用できる装備は比較的充実しているが、一部に装備できない武器・防具が存在する。キャラクターグラフィックは戦車兵のそれをモチーフにしており、戦車帽を被っている。
メカニック
修理工。ボブレ・オブレの金持ちの息子。破損した戦車のパーツの修理を得意とする。
システム的には「修理キット」や「メカニックキット」使用時に修理が成功し易く、作品によっては「修理キット」が破損しにくくなる修理レベルが上がりやすいという形で表現され、レベルが上がると戦車装備が使用不能になる大破状態も修理できる。肉弾戦は苦手だが専用装備の工具類は戦車系の敵に有効。運転レベルが上がり易く戦車戦はハンターに次ぐ活躍をみせる。戦闘能力的にはLv1のハンターとほぼ同じだが、出会いの頃にはある程度懐具合や装備に余裕ができることから、ハンターよりマシな状態でパーティーに参加できる。出会いイベントは大抵、2台目の戦車入手イベントと同時期のため、先に戦車を手に入れて仲間にすると活躍する。キャラクターグラフィックは白いツナギを着た姿。
ソルジャー
オードリー在住の好戦的で血の気の多い女性。モンスター狩りを生業とするのはハンター同様だが、シリーズの舞台となる世界においては戦車に頼らない白兵戦を得意とする人々をソルジャーと呼ぶ。
戦車の操縦はハンターやメカニックより劣るが、レベルアップ時にヒットポイントと力が上がりやすくなる戦闘レベルが上がり易く、最も肉弾戦を得意とする。使用できる装備に制限がほとんど無く、武器や防具は最強の物が利用できる。またパーティー参加時からある程度のレベルになっているため、戦車に乗らなくてもパーティー参加直後から活躍できる。
ドクター・ミンチ
戦闘で死亡した主人公たちを生き返らせるマッドサイエンティスト。死体へ電撃を食らわせて蘇生させる研究に取り憑かれており、主人公らに新鮮な死体を見つけたら持ってきなさいと言ってくる。死者の代わりに生きているメンバーを選ぶと「この死体は生きてるじゃないか!」と発言する。彼の実験に協力しているため、無料で蘇生してもらえる。
召使に「イゴール」という男がおり、全滅した主人公たちの死体回収は彼の仕事である。こちらは大抵、フランケンシュタインの怪物のような容姿をしている以外は比較的まともで、無茶な主人に振り回されている。なお『R』でのイゴールの日記から、『2』の世界が『1』や『R』よりも数年から十数年程度前の時代であることが伺われる。
ヤミクモ博士
レンズを最低3枚見つけて持っていくとレーザーバズーカを作ってくれる。主人公を「レンズ友達」と呼び、レンズと光線兵器の開発が大好きで、主人公らが自分の設計したレーザーバズーカを撃ちまくってくれることを期待している。常々「レンズ友達」を増やしたいと思っているらしいのだが、なぜか彼が居を構えるのは決まって一般市民が寄りつかない様な辺鄙で危険な場所で、しかも彼自身はそこに人がやってこない原因について思いが至らない様である。
クズ屋
氏名不詳。人間用防具・プロテクターが破損して防御力が0になった「プロテクター屑」を買い取ってくれる。またまとめて持っていくとその数に応じて新品のプロテクターをくれる。彼からもらう以外に入手方法の無いプロテクターも存在する。彼にとっては「プロテクター屑以外はクズ」でしかないため、プロテクター屑を持っていない（壊れていないプロテクターだけを装備している）と、「なんだおめー、クズしかもってねーのか」と落胆される。
不発弾屋
不発弾（砲弾）を安価に販売している。これは特殊砲弾として使用できるが効果は完全なランダムで、店主曰く「撃ってみるまで判らない」とのこと。こういったアバウトで乱暴な商売が成立する点が、上のクズ屋同様に作品の世界観を物語っている。
ノア
本作のラスボス。大破壊を起こした元凶。かつて地球救済センター内の科学者が地球の環境を救ってほしいがために開発された大型マザーコンピュータ。環境を保護する方法を導きだすうちにプログラムが自我を持ち「人類が人類であり続ける限り、地球は破滅する！」という結論に達し、人類を「知性という武器を持った悪魔のサル」と評し、地球を顧みない人類に制裁を与えたが、それが大破壊と後に呼ばれるようになった。大破壊後も無人機械や生物兵器を製造し続け、生き延びた人類を完全に抹殺しようと目論んでいた。
後の作品「メタルサーガ」シリーズにも自らの端末であるアンドロイドやバックアップデータが登場する。
とうちゃん
ハンターの父親で、片田舎で修理工場を営んでいる。妻に先立たれ娘（ねえさん）や息子と暮らしていたが、息子がハンターになりたがったため勘当し、家から叩き出す。しかし修理の方法を「しょうがねえなあ」と言いつつも教えてくれる上に、戦車の故障を悪態をつきながらも無料で修理してくれる。また、話し掛けて「家にもどる」というコマンドを選ぶとエンディングが始まる。なお勘当中でも家に帰るとねえさんが出迎え、無料で泊まることができる。
ウルフ
「赤い悪魔」の異名を持ち、赤い戦車「レッドウルフ」を駆る凄腕モンスターハンター。美形ではない。ニヒリストで腕っ節が強く、賞金首にも、ハンター連中にも最強のハンターと恐れられている。
ハンターが冒険初期に軽量級戦車を入手するイベントでは、放置された戦車を目の前にした戦闘を手助けしてくれ、先にハンターが見つけたモスキートから機銃を「こいつは使えそうだ」と持ち去るものの、モスキートはポンコツとしてハンターに譲られる。ソルジャーが仲間になるイベントではソルジャーが喧嘩を売るが、拳一発で返り討ちにされ自分の弱さを思い知ることになる。行く先々の街の者の話では、誰かを探しているようだ。
カエサル
オードリーの元締め的存在。無法地帯ポートスラムの最下層民だったが、あらゆる鍵を開ける「ロックハッカー」と自らの腕っぷしで伸し上がったと言われる。
ヤズー
カエサルの元部下。カエサルの所からロックハッカーを盗み出し、ポートスラムに潜伏している。ロックハッカーを求める主人公を嵌めようとしてモンスター「タンスゴン」をけしかける。小心者だが、それなりの狡猾さと行動力が窺える男。
ヒミオ
火遊びをしてストレス解消しているが後に山火事を起こしてしまう少年。本人は森への放火を否定しているが、同イベントが主要なイベントのきっかけになる。
ツマク
妻に逃げられ、それを娘と共に追いかけるためにビルを爆破で倒して橋にする男。高所恐怖症だが、人が見ていると俄然がんばることが出来る性格。
ワルゲリョ
ユゲの町を占拠する悪党集団の頭目。自らも強力な戦車を所持している。実は彼自身もある人物の下で働いているらしい。 リターンズではBSコントローラのレンタルプログラム入手前時点での、レンタルタンクの上得意客。
バッド・バルデス
ヘルゲートの奥地に潜む悪党。バズーカドッグを多数従えている。最強の賞金首と名高いが、ウルフのことだけは恐れている。
このほか数多くの賞金首が登場し、中には一騎討ちを挑んでくるものがあるほか、一部の賞金首は特別なイベント演出がある。大抵の賞金首は倒さなくてもゲームの進行に支障は無く、逆に倒さなければ絶対に先に進めない敵は、賞金首ではないことが多い。

## 登場車両
モスキート
モデルとなったのはヴィーゼル空挺戦闘車。初期に手に入り、小型軽量で防御力もそこそこで、主戦力として長く利用できる。主人公ハンターの住む街の近所にある地下洞窟で、昔の盗賊のアジトに眠っている。主砲・機銃・S-Eと、戦車の基本性能は備えている。
ワイルドバギー
戦車ではないが、大砲や機銃を積み込んであり、戦闘が可能。『リターンズ』では、車内から一部の人間用射撃武器で攻撃することが可能だが、ガス攻撃が直撃するという欠点がある。シャーシが軽く小さなエンジンで装備を充実させ易いものの、守備力もあまり上げられない。入手イベントが海辺の工場で、社長の花占い頼みだが、初期装備の副砲がグループ攻撃可能なので重要な戦力になる。
バン
ただのバンではなく救急車。戦車ではない。人命を救う役割でありながら戦闘を行うというギャップの大きさから、ユーザーから高い人気を誇る。元が救急車なので、移動中に搭乗者のヒットポイントを回復することができるという地味ながら優れた特性がある。ただし入手イベントは肉弾戦を強いられる強力な賞金首「マッドマッスル」との戦いの後のため、苦労する。
初期状態では武装が不可能で装甲も薄いが、元が軽量な上に穴を開ける余地が多く、改造次第では最強ともなり得る可能性を持つ。雑魚一掃用の機銃2連装備からボス戦に特化した大砲やS-Eで固めた装備まで、幅広いカスタマイズが楽しめる。
パンサー
モデルはドイツのV号戦車パンター。小島の海底洞窟内の地面に埋まっている所を発見される。そのため状態は非常に悪く、ナマリたけ4個が最初から生えている。また守備力は最大でも低いのにシャーシ重量も大きく、同発掘イベント内で拾える強力なエンジンを積んでも入手直後からは活躍させにくい。装備の拡張性もモスキート並と、趣味性の問われる車体である。
タイガー（ティーガー）
『1』で登場するタイガーのモデルはドイツのティーガーI。進行状態などに関係なく、大金さえ払えば購入可能。
『リターンズ』で登場するティーガーは、『1』のパンサーと同じ位置付けで、モデルはケーニヒスティーガーである。
装甲車
軽量でそこそこの守備力を持つが、反面改造の範囲が限られ、入手時期の都合もあって車庫の肥やしになりがち。ソルの街下水道にいる「ミュータントワニ」討伐の賞品になっている。
エイブラムス
『リターンズ』のみに登場。モデルはアメリカのM1エイブラムス。『1』のタイガーと同じ位置付けでそれなりに強力な戦車として登場する。価格にランダム要素もあることから、倹約をすれば物語初期に購入可能なため、ややゲームバランスを崩した感はあるものの、主力戦車として物語終盤まで活躍する。
Rウルフ
イスラエルのメルカバをモデルにした、オリジナルデザインの戦車。『赤い悪魔』レッドウルフの愛車であり、入手する際のイベントの印象、全シャシー中特上クラスの性能、そして真紅に染まった外観から、シリーズを通して絶大な人気を誇る。レッドウルフとは切り離せない存在であり、主人公一行がこれに搭乗しているか否かで彼を知る人物の反応が異なる。
Kタイガー
『1』のみに登場する。モデルはドイツのケーニヒスティーガー。
ホワイトタイガー
『リターンズ』のみに登場する。オリジナルのデザインで、主砲1門・副砲2基・SE2基と、最大の武装数を持ち、防御力も全車中最大を誇る最強のシャシーだが、重量も最大。ゲーム中では文字数6文字制限の関係上、名前が「ホワイトムウ」になっている。
以下のシャシーは、リターンズのレンタルタンクとして登場する。
ハーフトラック
モデルはドイツの小型装甲車Sd kfz 231。バギーと同じく、車内から一部の人間用射撃武器で攻撃することが可能。
シャーマン
モデルはアメリカのM4A3E8シャーマン中戦車。
ゲパルト
モデルはドイツのゲパルト対空自走砲。大砲マウントが2つあり、機関砲二連装という特徴的装備をしている。
ヘッツァー
モデルはドイツの38式軽駆逐戦車ヘッツァー。
パンツァー
モデルはドイツのIII号突撃砲G型。
トラクター
モデルは農作業機のトラクター。バギーと同じく、車内から一部の人間用射撃武器で攻撃することが可能。

## 他機種版
| No. | タイトル                 | 発売日         | 対応機種           | 開発元                | 発売元           | メディア                            | 型式          | 売上本数 | 備考                                                 |
| --- | ------------------------ | -------------- | ------------------ | --------------------- | ---------------- | ----------------------------------- | ------------- | -------- | ---------------------------------------------------- |
| 1   | メタルマックスリターンズ | 1995年9月29日  | スーパーファミコン | クレアテック 空想科学 | データイースト   | ロムカセット                        | SHVC-AZMJ-JPN | -        |                                                      |
| 2   | メタルマックス           | 2010年4月27日  | Wii                | クレアテック          | エンターブレイン | ダウンロード (バーチャルコンソール) | -             | -        | ファミリーコンピュータ版の移植                       |
| 3   | メタルマックスリターンズ | 2011年11月15日 | Wii                | クレアテック 空想科学 | エンターブレイン | ダウンロード (バーチャルコンソール) | -             | -        | スーパーファミコン版の移植                           |
| 4   | メタルマックス           | 2013年1月9日   | ニンテンドー3DS    | クレアテック          | エンターブレイン | ダウンロード (バーチャルコンソール) | -             | -        | ファミリーコンピュータ版の移植 2022年6月29日配信終了 |

## 音楽
サウンドトラック
『メタルサーガ 〜鋼の季節〜 サウンドトラック メタルの源流』
『メタルサーガ 〜鋼の季節〜』の予約特典。『メタルマックス』の曲が全曲収録されている。
『METAL MUSIC ManiAX 〜メタルキューブ〜』
『メタルマックス3』Limited Editionの特典。1枚目に『メタルマックス』の曲が全曲収録されている。
『メタルマックス サウンドコレクション L×R』
『メタルマックス2:リローデッド』Limited Editionの特典。Disc1に『メタルマックスリターンズ』の曲が全曲収録されている。

## スタッフ
ファミリーコンピュータ版
- ゲーム・デザイン：宮岡寛
- 共同デザイン：とみさわ昭仁、きむらはじめ
- モンスター・デザイン：山本貴嗣
- 音楽：門倉聡
- プログラム：菅原康弘、福島純、田内智樹
- グラフィック：中山耕一、なすかわけんいち、黒田妙子
- サウンド・プログラム：酒井省吾、三浦孝史、岩崎正明
- レスキュー・レイダーズ：中本博通、井戸川孝史、中村良、森隆司
- パブリッシュ：竹内倫、斉藤幸一、やまざきてつのすけ、まきむらあつし
- ディレクター：吉田穂積、兼安時紀
- プロデューサー：桝田省治
- エグゼクティブ・プロデューサー：福田哲夫

スーパーファミコン版
- ゲーム・デザイン：宮岡寛、とみさわ昭仁、木村初、桝田省治、正木範和
- キャラクター・デザイン：山本貴嗣
- 音楽：門倉聡
- アレンジ・スタッフ：井戸川孝史、梶原俊之、石川浩一、佐藤太亮
- プログラム：おかのいさお、いじゅういんくりのしん、もりぐちたつくに、すずきつとむ、木村武晴、にったたかみち、淵上和男（空想科学）、石井誠一、おきのゆうこ、くぼたまこと、海老沢俊之、みやもとこういちろう
- グラフィック：やまもとやすひろ、中山耕一、うしくぼちず、平根康子、永島玲子、宮田智子、石川浩一、佐藤太亮、おぐらまさふみ、小阪実
- サウンド・プログラム：Mr.K（木内達也）、N'GJA MIURA（三浦孝史）、Z YAMANAKA（山仲清二）
- レスキュー・レイダーズ：堤寛之、いそのひでふみ、澤井雄一、諏訪明久、田内智樹、福島純、佐野健司、小杉和則、すずきともみ、中本博通、酒井省吾、濱田誠一
- パブリッシュ：大島喜臣、斉藤幸一
- ディレクター：石井誠一
- プロデューサー：かわいあきひろ
- エグゼクティブ・プロデューサー：福田哲夫

## 評価
ゲーム誌『ファミコン通信』の「クロスレビュー」では合計29点（満40点）、『ファミリーコンピュータMagazine』の読者投票による「ゲーム通信簿」での評価は以下の通りとなっており、22.4点（満30点）となっている。また、1998年に刊行されたゲーム誌『超絶 大技林 '98年春版』（徳間書店）では、「車両の改造などがかなり自由にでき、マニアックな面白さがある」と紹介されている。
| 項目 | キャラクタ | 音楽 | お買得度 | 操作性 | 熱中度 | オリジナリティ | 総合 |
| 得点 | 3.8        | 3.6  | 3.5      | 3.6    | 3.9    | 4.1            | 22.4 |

## 関連作品

### 攻略本
- 『メタルマックス必勝攻略法 』 ファイティングスタジオ、双葉社（ファミリーコンピュータ完璧攻略シリーズ）、1991年6月、143頁、ISBN 4-5751-5186-6
- 『メタルマックスリターンズ必勝攻略法』 ファイティングスタジオ、双葉社（スーパーファミコン完璧攻略シリーズ）、1995年11月、127頁、ISBN 4-5752-8518-8
- 『メタルマックスリターンズ〜成沢大輔のサバイバル教本 』 成沢 大輔、CB’s PROJECT、メディアファクトリー（じゅげむBOOKS）、1995年11月、159頁、ISBN 4-8899-1361-0
- 『METAL MAX RETURNSを一生楽しむ本』 勁文社（スーパーファミコン必勝法スペシャル）、1995年11月、108頁、ISBN 4766923855